# Stelis pyramidalis
Stelis pyramidalis là một loài thực vật có hoa trong họ Lan. Loài này được O.Duque miêu tả khoa học đầu tiên năm 1997.